# Rohr-Schwingel
Der Rohr-Schwingel (Festuca arundinacea Schreb., Syn.: Festuca elatior var. arundinacea (Schreber) Wimmer, Festuca elatior subsp. arundinacea (Schreber) Hackel, Lolium arundinaceum (Schreber) S.J.Darbyshire.) ist eine Pflanzenart innerhalb der Familie der Süßgräser (Poaceae).

## Beschreibung

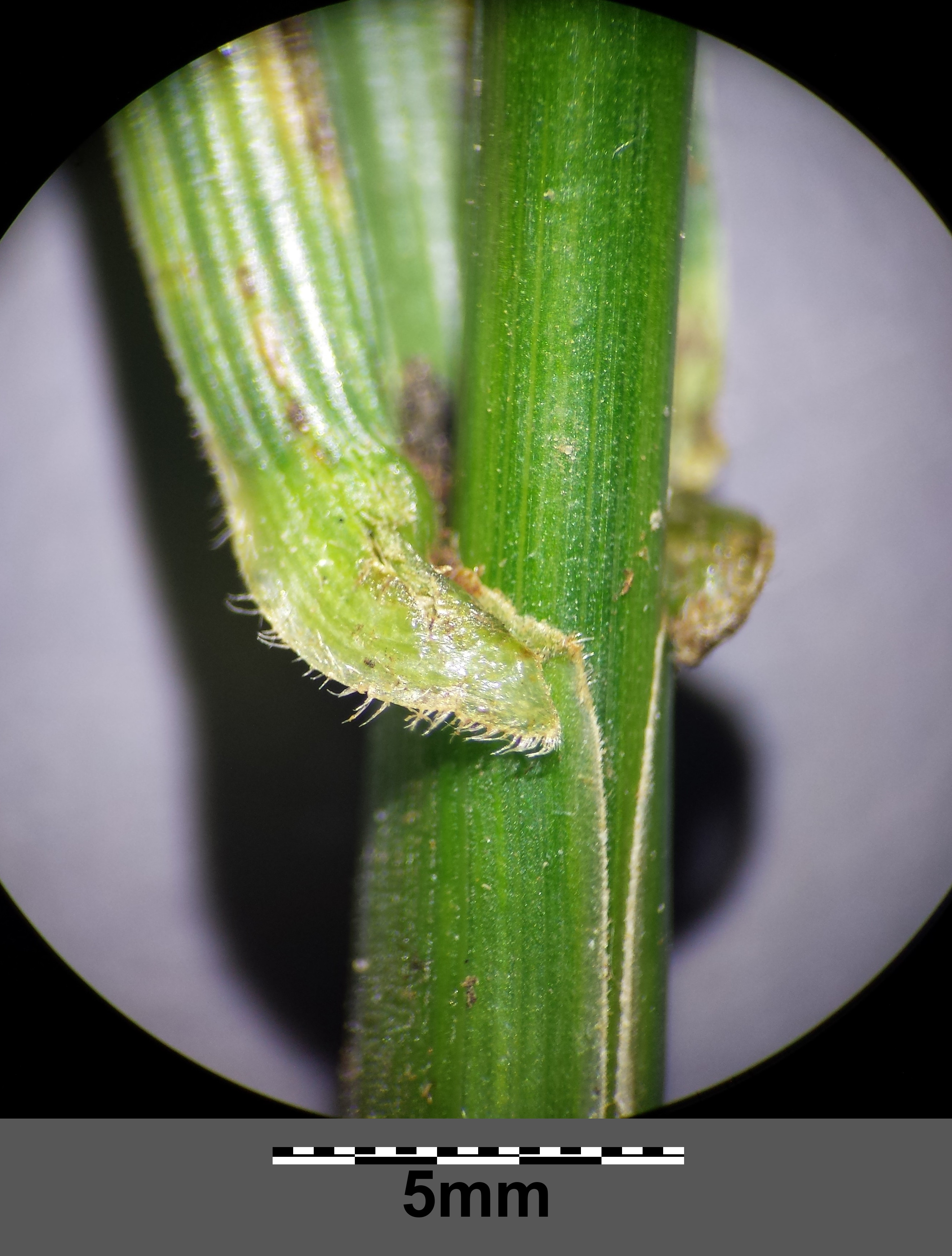
Stängel mit Blattscheide und bewimperten Öhrchen

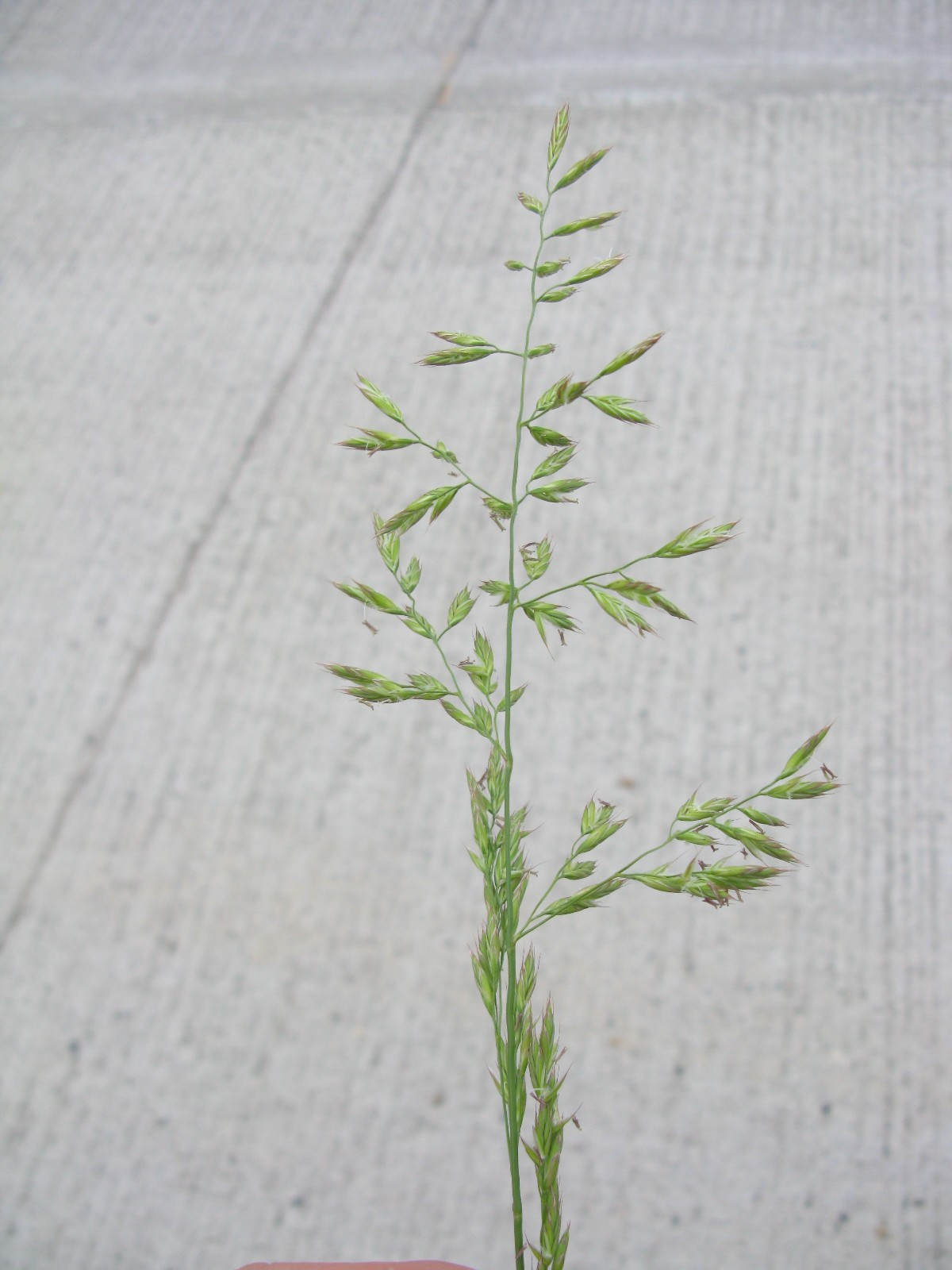
Blütenstand

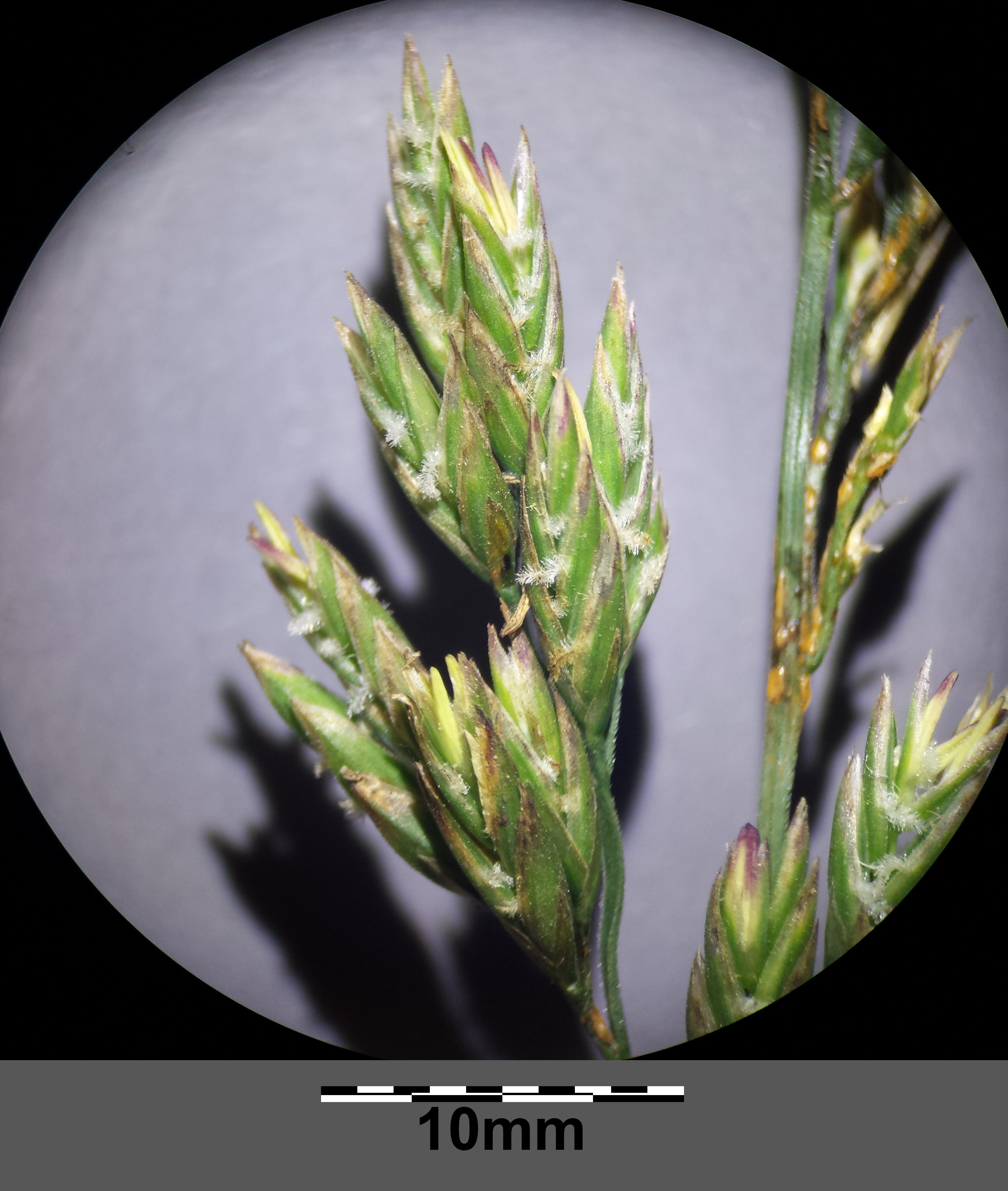
Rispenzweig mit Ährchen

Aufgefächertes Ährchen

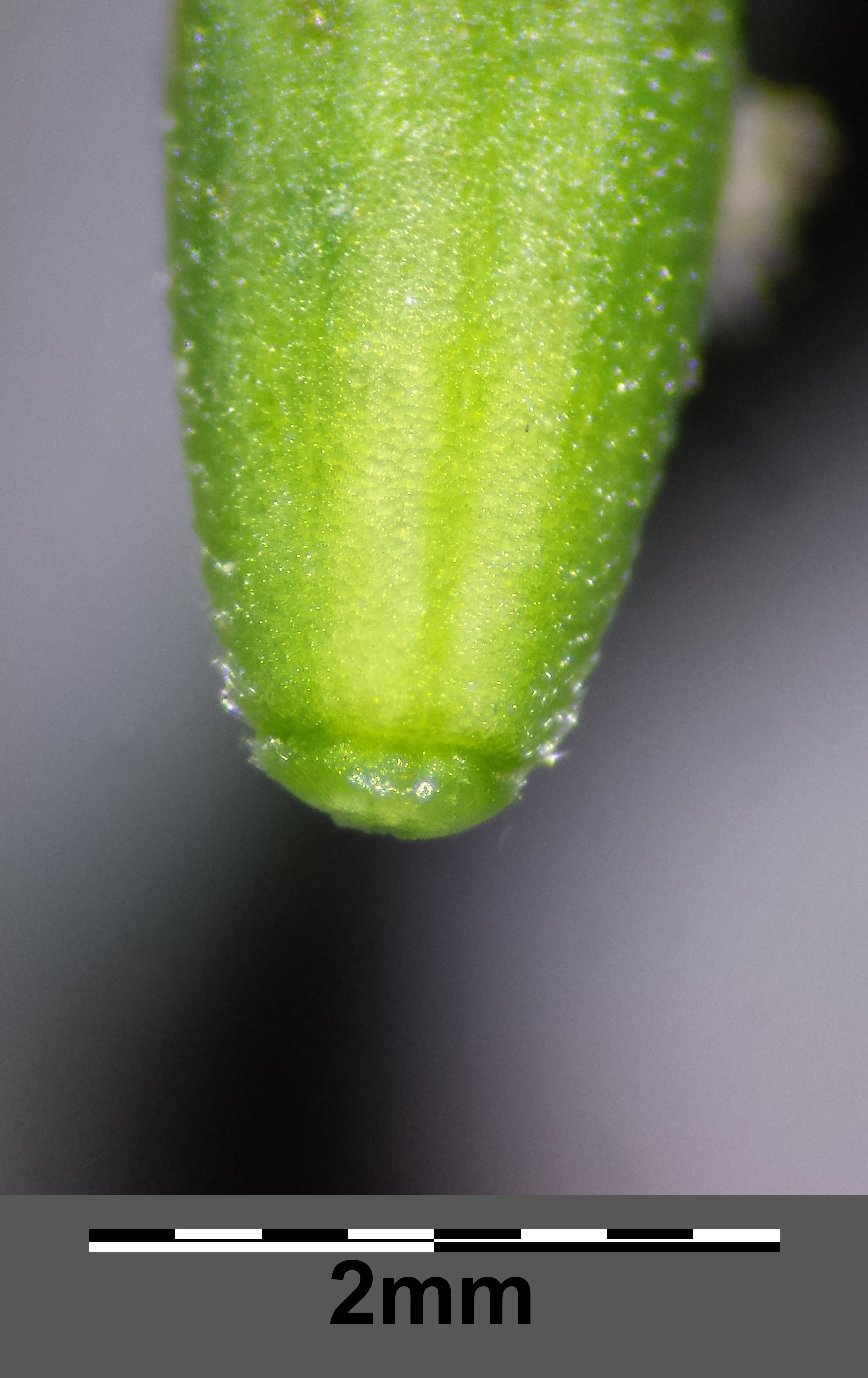
Länglicher Nabelfleck

### Vegetative Merkmale
Der Rohrschwingel ist eine ausdauernde krautige Pflanze. Er bildet dunkelgrüne Horste, seltener bildet er bis zu 10 Zentimeter lange, unterirdische Ausläufer, die außerhalb der untersten Blattscheiden emporwachsen. Die Halme sind 50 bis 200 (selten 250) Zentimeter hoch. Sie sind kahl, manchmal unter der Rispe rau.
Die Blattscheiden sind bewimpert. Die Ligula ist ein häutiger Saum und ein bis zwei Millimeter lang. Die Blattspreite ist fünf bis zwölf (18) Millimeter breit, (10) 20 bis 70 Zentimeter lang, und flach ausgebreitet. Am Grund hat sie bewimperte Öhrchen. Die Haare der Öhrchen sind einzeln bis zahlreich und rund 0,5 Millimeter lang. Die Spreiten-Oberseite ist rau, die Unterseite glatt oder rau.

### Generative Merkmale
Die Blütezeit reicht von Juni bis August. Der rispige Blütenstand ist 10 bis 30, selten bis zu 50 Zentimeter hoch, locker und aufrecht oder hängt einseitig über. Die Seitenäste stehen an den untersten Knoten zu zweit, der kürzere Ast hat vier bis acht, der längere fünf bis 15 Ährchen. Die Ährchen sind drei- bis zehnblütig und 10 bis 18 Millimeter lang. Die Hüllspelzen sind ungleich, lanzettlich spitz und kahl. Die untere ist einnervig und drei bis sechs Millimeter lang, die obere dreinervig und 4,5 bis 7 Millimeter lang. Die Deckspelzen sind fünfnervig, fünf bis neun Millimeter lang, lanzettlich bis länglich, spitz oder zweispitzig. Sie ist unbegrannt oder mit kurzer Granne, häutig und im oberen Teil rau. Die Vorspelzen sind zweinervig und so lang wie die Deckspelzen. Die Staubbeutel sind drei bis vier Millimeter lang.
Die Karyopsen sind im Umriss lang-elliptisch, und kahl.
Die Chromosomenzahl beträgt meist 2n = 42, dann liegt Hexaploidie vor. Es gibt auch Sippen mit 2n = 28, 56 und 70.

## Verbreitung und Standort
Der Rohr-Schwingel ist in Nordafrika, von Europa bis ins nordwestliche China und dem Himalaja und in Makaronesien heimisch. In etlichen gemäßigten Gebieten, etwa den USA, wurde er als Nutzpflanze eingeführt. In Europa kommt er in fast allen Ländern vor und fehlt nur in Island und Nordmazedonien.
Er wächst hauptsächlich in Feuchtwiesen und in Kriech- und Trittrasen, aber auch in Auwäldern, an Ufern und an Wegrändern. Er besiedelt die planare bis obermontane Höhenstufe. In den Alpen steigt er bei Saas-Fee im Kanton Wallis bis zu einer Höhenlage von 1810 Meter auf. In den Allgäuer Alpen steigt er an der Riedbergstraße in Bayern bis zu einer Höhenlage von 1300 Metern auf.
Pflanzensoziologisch ist er eine Kennart der Assoziationen Potentillo-Festucetum arundinaceae Nordh. 1940 und Dactylo-Festucetum arundinaceae Tx. 1950, das Hauptvorkommen liegt in der Ordnung Molinietalia caeruleae W.Koch 1926.
Der Rohr-Schwingel besiedelt stau- und sickernasse, nährstoff- und basenreiche, neutrale bis mäßig saure Böden, die humos, sandig oder reine Tonböden (Rohauböden) sind; er gedeiht meist auf Kalkböden. Er zeigt Bodenverdichtung und Sauerstoffarmut im Boden an, ebenso Vernässung. Er ist überflutungsresistent und eine Lichtpflanze.
Die ökologischen Zeigerwerte nach Landolt et al. 2010 sind in der Schweiz: Feuchtezahl F = 4w+ (sehr feucht aber stark wechselnd), Lichtzahl L = 4 (hell), Reaktionszahl R = 4 (neutral bis basisch), Temperaturzahl T = 3+ (unter-montan und ober-kollin), Nährstoffzahl N = 4 (nährstoffreich), Kontinentalitätszahl K = 3 (subozeanisch bis subkontinental), Salztoleranz = 1 (tolerant).

## Taxonomie und Systematik
Die Erstveröffentlichung erfolgte 1771 unter dem Namen Festuca arundinacea durch Johann Christian Daniel von Schreber in Spicilegium Florae Lipsicae S. 57 als Erstbeschreibung. Synonyme von Festuca arundinacea Schreb. sind Lolium arundinaceum (Schreb.) Darbysh. und Schedonorus arundinaceus (Schreb.) Dumort.
Der Rohr-Schwingel wird zur Artengruppe des Wiesen-Schwingels gezählt. Er wird von manchen Autoren in die Gattung Lolium als Lolium arundinaceum (Schreb.) Darbysh. gestellt.
Je nach Autor gibt es mehrere Unterarten, von denen zwei in Mitteleuropa heimisch sind:

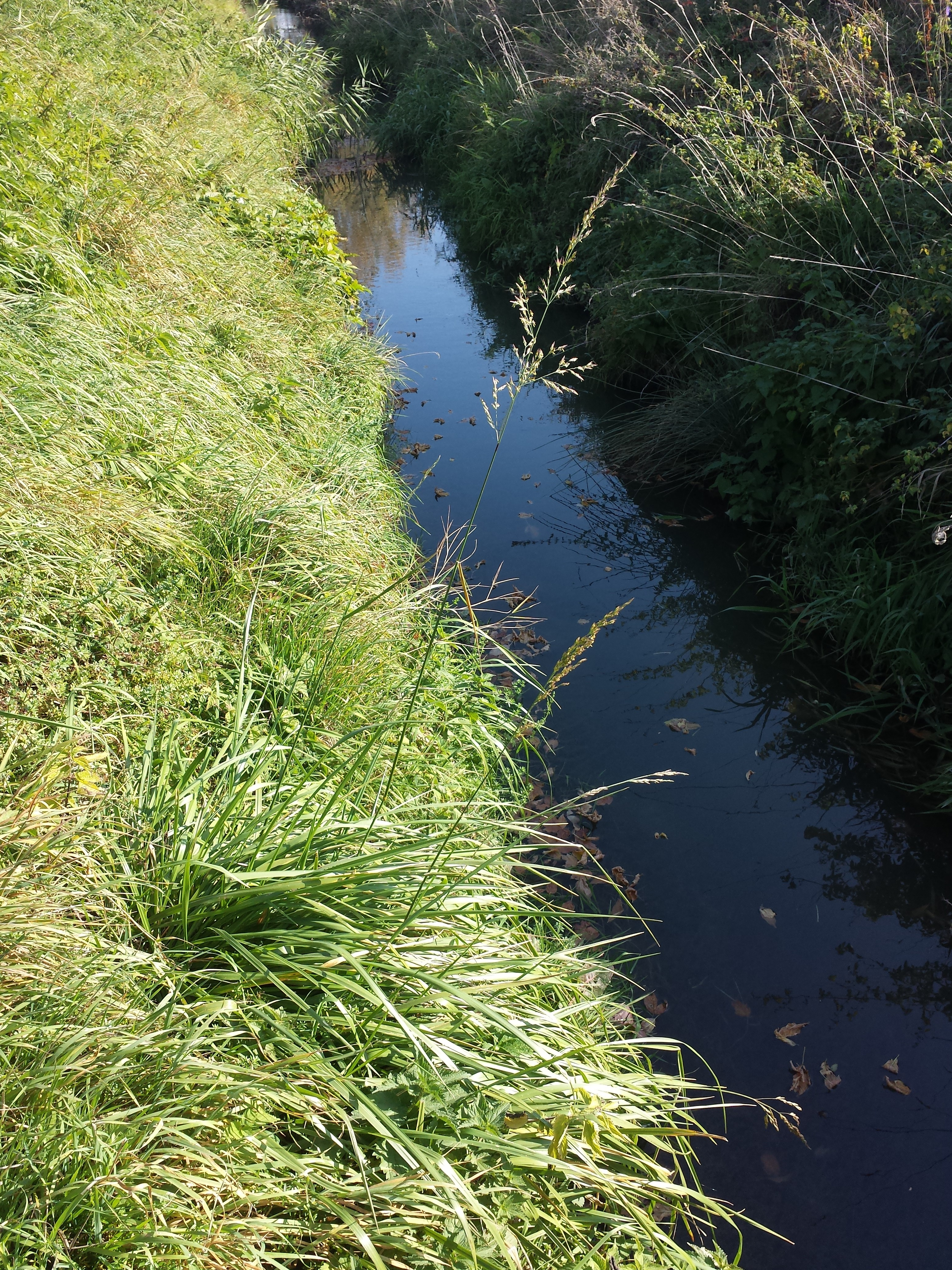
Festuca arundinacea subsp. uechtritziana

- Festuca arundinacea subsp. arundinacea: Die Deckspelzen sind unbegrannt, selten hat sie eine bis 0,5 Millimeter lange Grannenspitzen. Sie kommt von Europa bis zum Himalaja und China vor und von Makaronesien bis ins nördliche Afrika.[3] In Deutschland kommt sie vorwiegend im Westen vor.
- Festuca arundinacea subsp. orientalis (Hackel) Tzvelev (Syn.: Lolium arundinaceum subsp. orientale (Hack.) G.H.Loos, Schedonorus arundinaceus subsp. orientalis (Hack.) H. Scholz & Valdés): Sie hat begrannte Deckspelzen und die Granne der oberen Blüten ist 0,8 bis 4 Millimeter lang. Sie kommt vom östlichen Mitteleuropa und Südosteuropa bis zur Türkei und Zentralasien vor.[3] In Deutschland kommt sie überwiegend in den östlichen Gebieten vor.

Die übrigen Unterarten sind:
- Festuca arundinacea subsp. atlantigena (St.-Yves) Auquier (Syn.: Schedonorus arundinaceus subsp. atlantigenus (St.-Yves) H. Scholz): Die Heimat ist Spanien und Marokko.
- Festuca arundinacea subsp. cirtensis (St.-Yves) Gamisans (Syn.: Schedonorus arundinaceus subsp. cirtensis (St.-Yves) H. Scholz & Valdés): Die Heimat ist Korsika und Algerien.
- Festuca arundinacea subsp. fenas (Lag.) Arcang. (Syn.: Lolium arundinaceum subsp. fenas (Lag.) Banfi, Bracchi & Galasso, Schedonorus arundinaceus subsp. fenas (Lag.) H. Scholz): Die Heimat ist Süd- und Osteuropa, Nordafrika und Westasien.
- Festuca arundinacea subsp. mediterranea (Hack.) K. Richt. (Syn.: Festuca elatior subvar. mediterranea Hack.,  Schedonorus arundinaceus subsp. mediterraneus (Hack.) H. Scholz & Valdés, Lolium arundinaceum subsp. mediterraneum (Hack.) Banfi, Bracchi & Galasso): Sie kommt in Marokko, Algerien, Tunesien, Libyen, Portugal, Spanien, Frankreich, Italien und Kroatien vor.[4]
- Festuca arundinacea subsp. uechtritziana (Wiesb.) Hegi (Syn.: Lolium arundinaceum subsp. uechtritzianum (Wiesb.) P.Englmaier): Die Heimat ist nach GRIN das südöstliche Frankreich. Nach Conert kommt die Unterart in Südfrankreich, der Schweiz, Österreich, Tschechien und in der Slowakei vor.[2]

## Verwendung und Anbau
Der Rohr-Schwingel gilt als ein mittelwertiges Futtergras. Es gibt drei Sorten für Futterzwecke und 16 Sorten für Rasen. Er ist nicht besonders anspruchsvoll, reagiert aber sehr gut auf Dünger. Gegen Überschwemmungen im Sommer und Verschlammung ist er unempfindlich. Bei Beweidung wird er vom Vieh eher gemieden und breitet sich dann aus. Nur ganz jung wird er auf Weiden gefressen. Durch den Bültenwuchs entwertet er die Grasnarbe. Bei früher Mahd ist der Rohr-Schwingel ein grobes, mittelwertiges Heugras.
Durch die züchterische Bearbeitung in den letzten Jahren gibt es heute einige neue Sorten, die dank ihrer feinen Blätter vom Vieh kaum mehr verschmäht werden. Diese neuen „Feinblättrigen Rohrschwingel“-Sorten kombinieren die guten Wuchseigenschaften mit einem hohen Futterwert für die Viehfütterung.
Rohrschwingel (Festuca arundinacea) ist sehr ertragreich und wenig anspruchsvoll gegenüber Boden und Wasserversorgung. Rohrschwingel „bevorzugt“ wechselfeuchte Bedingungen, erträgt aber auch Trockenperioden und Kälte sehr gut. Er hat im Vergleich zu anderen Futtergräsern ein sehr ausgeprägtes Wurzelwerk. Hierdurch lässt er sich durch vorübergehenden Wassermangel kaum beeindrucken, bleibt lange grün und ist wenig anfällig gegenüber Krankheiten. Sein Wachstum ist im Sommer sehr ausgeglichen. Nach der Saat entwickelt sich der Rohrschwingel ziemlich langsam, hat er sich aber einmal etabliert, ist er sehr konkurrenzstark und ausdauernd.
Gerade als Weidegras könnte der Rohrschwingel dank dieser Eigenschaften durchaus anstelle des Weidelgrases oder des Wiesen-Schwingels verwendet werden.
Außerhalb Mitteleuropas (Mittelmeerraum, Übersee) gibt es Zuchtsorten, die aufgrund des langen Grünbleibens bei Kälte und Trockenheit geschätzt werden.
Zur Verwendung im Grasland werden die alten hartblättrigen Sorten nicht empfohlen, außer auf nasskalten Böden und in Druckwasser- und Überflutungsgebieten. Er ist jedoch ein guter Bodenfestiger an feuchten Uferböschungen. In stark beanspruchten Sportrasen findet er zunehmend Beachtung. In gutem Grasland wird er durch Entwässerung, Umtriebsweide auf kleinen Koppeln und tiefes Abmähen nach der Weide bekämpft.
Bei Befall mit Fusarium tricinctum kann die Aufnahme von Rohr-Schwingel bei Rindern die Schwingelgraslahmheit hervorrufen.

## Belege und weiterführende Informationen